# L'Histoire des Brissotins
L'Histoire des Brissotins est un pamphlet écrit par Camille Desmoulins en 1793. Histoire qui décrit les Girondins comme les ennemis de la nation, mais aussi comme les ennemis de Camille Desmoulins.

## Contenu du pamphlet
Camille Desmoulins dans son pamphlet faisait de l'Histoire de la Révolution une affaire personnelle. L'Histoire des Brissotins était du même style que son pamphlet précédent : Jacques Pierre Brissot démasqué. Camille Desmoulins avait le ressentiment tenace contre un homme qui avait osé mettre en doute son intégrité. Il  décrivit Jacques Pierre Brissot comme un faux ami, il avait trompé Camille Desmoulins, faux républicain il avait usé de fourberie contre la démocratie. Jacques Pierre Brissot et ses amis Girondins appartenaient à l'immense cohorte des Machinistes de la contre-révolution.
Camille Desmoulins reprend son discours du 21 octobre 1791 concernant la situation du moment, de la Révolution française, Camille Desmoulins reproduit sa lecture dans son Histoire des Brissotins, lecture qu'il faisait depuis deux ans du mouvement révolutionnaire. Le peuple méconnaissait le rôle qu'il joua dans le drame de 1789. Il pensait être acteur de premier plan alors qu'il n'était qu'un figurant utilisé par les aristocrates, véritables vedettes de la pièce qui se jouait, les nobles s'étaient déguisés en libéraux pour mieux berner les Français. Ils avaient mis sur le devant de la scène des hommes tels que Honoré-Gabriel Riqueti de Mirabeau, La Fayette, Pierre Victor Malouet, Antoine Barnave, Adrien Duport, et Jérôme Pétion. À travers eux, la noblesse parlait, modifiait le mouvement populaire qu'elle amenait petit à petit dans les fers et les geôles du despotisme. Un des stratagèmes des ennemis de la Révolution qui avait le mieux réussi, écrivait Camille Desmoulins, avait été leur prudence à construire colossalement certaines réputations et en détruire d'autres. L'aristocratie avait perpétuellement entretenu une réserve de coquins. Quand l'acteur principal qu'elle avait nommé jouait mal son rôle, elle créait une doublure qui bientôt le remplaçait. Parmi les aristocrates désignés pour tirer les ficelles des marionnettes qu'elle mettait à disposition du public, se trouvait Philippe d'Orléans (1747-1793) qui venait d'être mis en état d'arrestation. Quelle adresse de sa part ! ne s'était-il pas inscrit comme membre au club des Jacobins pour mieux les berner ? Ne s'était-il pas servi de Sillery dont l'épouse était la préceptrice de ses enfants comme agent de corruption des députés ? Manipulée par les aristocrates, la Révolution l'avait plus encore par l'étranger et plus particulièrement par l'Angleterre. La Révolution de 1789 avait été une affaire arrangée  entre le ministère britannique et une partie de l'aristocratie. Pour l'un il s'agissait de conduire un déplacement de la noblesse à Versailles en direction des châteaux de province, pour l'autre de produire un changement de maître ; par les deux de donner à la France deux chambres parlementaires à l'exemple des britanniques. La première, la Chambre haute, aurait fini par être aux commandes de la vie politique de la France.
Dans son Histoire des Brissotins, Camille Desmoulins tentait de prouver que dès le 17 juillet 1791, les Jacobins se doutaient de la trahison de Jacques Pierre Brissot. Camille Desmoulins signalait l'attitude des Girondins vis-à-vis de Louis XVI de France et de la Cour en juillet et août 1792, qui indiquait la recherche d'un accord entre les deux partis. Camille Desmoulins accusait les Girondins de collusion. Il accusait les Girondins  d'entretenir des relations secrètes avec les Prussiens à l'époque de la bataille de Valmy (20 septembre 1792). Il accusait les Girondins d'avoir tenté d'éviter le procès de Louis XVI et sa condamnation à mort. Il appuyait son accusation sur des preuves, puis il passait à une autre accusation celle-ci dépourvue de preuves, celle d'entente secrète avec les puissances étrangères. Le fait était avéré : le scélérat Brissot et ses amis, le vénal Guadet et l'hypocrite Roland appartenaient tous au comité anglo-prussien qui avait fait place au comité autrichien créé par Marie-Antoinette d'Autriche en 1791. La Convention devait très rapidement les vomir et les envoyer comparaître devant le Tribunal révolutionnaire. Le discours accusateur de Camille Desmoulins demandait l'emprisonnement et la mise en jugement des Girondins.
Camille Desmoulins réalisa-t-il que son Histoire des Brissotins enverrait les Girondins à la guillotine ? Les paroles dites par Camille Desmoulins lors de la séance au club des Jacobins le 19 mai 1793, le laissent penser.

## Sources
- Jean-Paul Bertaud, Camille et Lucile Desmoulins, un couple dans la tourmente, Paris, 1986.